# Nuevos Ministerios (metropolitana di Madrid)
Nuevos Ministerios è un grande scambiatore di trasporto ferroviario, stazione delle linee 6, 8 e 10 della metropolitana di Madrid, oltre che una delle stazioni di maggiore rilevanza delle Cercanías di Madrid.
Si trova sotto il complesso Nuevos Ministerios, vicino al complesso finanziario AZCA, all'incrocio tra il Paseo de la Castellana, Calle de Joaquín Costa e Calle de Raimundo Fernández Villaverde, tra i distretti di Tetuán (Madrid), Chamberí e Chamartín (Madrid).

## Storia

### Stazione di Cercanías
La stazione ferroviaria, appartenente attualmente alla rete di Cercanías di Madrid di Renfe Operadora, venne inaugurata nel 1967 come parte del progetto chiamato Túnel de la risa. La stazione divenne immediatamente una stazione con grande affluenza di passeggeri, per motivo della sua posizione strategica nella città di Madrid. Attualmente dispone di sei binari a che servono le linee C1, C2, C3, C4, C7, C8 e C10.

### Stazione della metropolitana
Nel 1979 viene inaugurato il primo tratto della linea 6 tra Cuatro Caminos e Pacífico comprendente anche la stazione di Nuevos Ministerios con gli accessi del centro commerciale, della Calle Orense e della Calle Agustín de Betancourt. La connessione tra la stazione di Cercanías e la linea 6 è possibile grazie a dei lunghi corridoi.
Più tardi, nel 1982, venne aperta l'allora linea 8 tra Fuencarral e Nuevos Ministerios, con due nuovi accessi dal PAseo de la Castellana.
Nel 1986 venne prolungata l'allora linea 8 fino a Avenida de América, tratto che venne chiuso 10 anni più tardi per portare a termine l'unione della linea 10 con l'antica linea 8. La stazione non venne modificata sostanzialmente, vennero solamente aggiunte delle sporgenze ai binari della linea 10 per permettere momentaneamente la circolazione di treni a scarto ridotto. Nello stesso periodo venne aggiunto un nuovo accesso alla stazione vicino al centro commerciale e al centro AZCA-
Nel 2001 la stazione venne chiusa per lunghi periodi per permettere la riforma integrale della linea 10, dove venne ripristinata la circolazione di treni della Serie 7000 prodotti da AnsaldoBreda, la modifica dell'accesso sud di Cercanías per permettere il prolungamento della linea 8 della metropolitana e la costruzione di un vestibolo dove era possibile effettuare il check-in per l'aeroporto. Nel 2002 è stata inaugurata la stazione della linea 8 e le pareti della stazione sono state ricoperte di vitrex bianco.

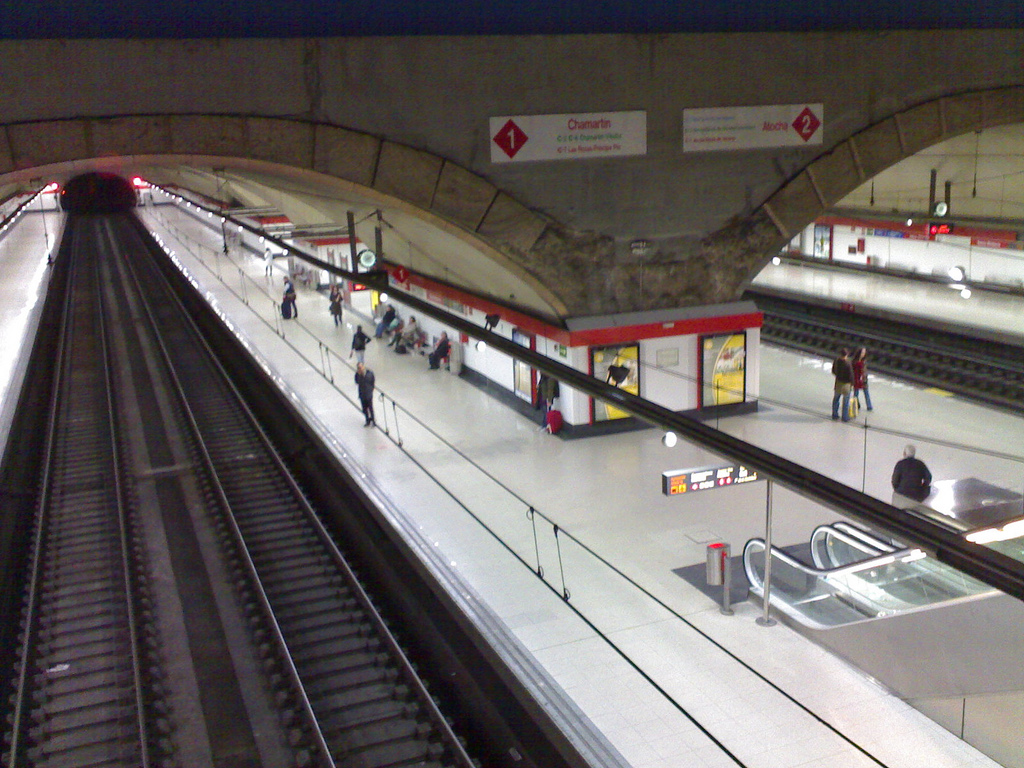
Veduta di una parte della stazione delle Cercanías di Madrid

## Accessi
Ingresso Orense
- Agustín de Bethancourt Calle de Agustín de Bethancourt, 25
- Orense Calle Orense, 2

Ingresso AZCA (comune Metro-Cercanías) aperto dalle 6:00 alle 0:30
- Centro Comercial Entrata El Corte Inglés
- Ascensore Entrata El Corte Inglés
- Ascensore Entrata El Corte Inglés
- Raimundo Fernández Villaverde Calle de Raimundo Fernández Villaverde, s/n (angolo con Paseo de la Castellana)
- AZCA Paseo de la Castellana, 67

Ingresso Paseo de la Castellana (comune Metro-Cercanías)
- Pº de la Castellana, dispari Paseo de la Castellana, 65 (angolo con Calle de Raimundo Fernández Villaverde)
- Pº de la Castellana, pari Paseo de la Castellana, 110 (angolo con Calle de Joaquín Costa)
- Pº de la Castellana, dispari (bulevar) Paseo de la Castellana, 67
- Pº de la Castellana, pari Paseo de la Castellana, 100
- Ascensore Paseo de la Castellana, 67
- Ascensore Paseo de la Castellana, 100
- Ministerios Paseo de la Castellana, 65 (di fronte a Nuevos Ministerios)